# Амнис (митологија)
Амнис (грч. Αμνισος) је личност из грчке митологије.

## Етимологија
Његово име има значење „од женског јагњета“.

## Митологија
Амнис је био речни бог истоимене реке на Криту. Његови родитељи су највероватније били Океан и Тетија. Према Калимаховој химни Артемиди, његове кћерке су биле нимфе Амнисијаде, а његова кћерка је можда била и Кносија. Овај бог се звао још и Керат. На неки начин га је поменуо и Аполоније са Рода у свом делу „Аргонаутика“.